# Ратови звезда: Ратови клонова (ТВ серија из 2008)
Ратови звезда: Ратови клонова (енгл. Star Wars: The Clone Wars) је америчка рачунарски-анимирана телевизијска серија аутора Џорџа Лукаса и продуцирана од стране Lucasfilm Animation, Lucasfilm и CGCG Inc. Серија је почела са емитовањем 3. октобра 2008. године на каналу Cartoon Network. Серија је почела са биоскопским дугометражним филмом који је изашао 15. августа 2008. године. Постављена је у замишљеном Ратови звезда универзуму, три године пре филма преднаставка филмова Напад клонова и Освета сита, у исто време као и претходна 2Д анимирана серија из 2003. године Ратови звезда: Ратови клонова. Дејв Филони био је супервизијски режисер серије. Џенди Тартаковски, режисер прве серије Ратови звезда: Ратови клонова, није био умешан у продукцију серије, али дизајнер ликова Килијан Планкет је помогао у дизајнирању ликова из 2Д у 3Д издање. Такође постоји онлајн стрип, који говори о кратким дешавањима између епизода.
Почетком 2013. године, Lucasfilm најавио је отказивање серије. Super RTL, немачка телевизијска мрежа, почела је да емитује епизоде 15. фебруара 2014. године. Шеста сезона серије била је доступна од 7. марта 2014. године у Сједињеним Америчким Државама на платформи Netflix као цела сезона. Серија је обновљена за седму и последњу сезону од 12 епизода, чија је премијера била 21. фебруара 2020. године. Серија је првобитно требала излазити седмично, али је излазак финалне епизоде померен на 4. мај заједно са Даном Ратова звезда.
У Србији је емитована на каналу Cartoon Network, синхронизована на енглески језик. Затим је емитована на каналу  AXN, титлована на српски језик. Титлове је урадио студио SDI Media. Од 1. маја 2020. године се емитује на стриминг услузи HBO Go, синхронизована на српски језик. Синхронизацију је за Ливада продукцију урадио студио Синкер медија. Од 2. новембра 2020. године се емитује на каналу Vavoom, титлована на српски језик. Титлове је урадио студио Blue House.

## Радња
Судбина галаксије налази се у рукама три храбра млада џедаја, на почетку новог поглавља: Ратови звезда: Ратови клонова. На првој линији фронта, у интергалактичкој борби између добра и зла, Оби-Ван Кеноби и Анакин Скајвокер удружују снаге у мисији која их зближава као џедај ментора и ученика, док се боре да спасу Републику од погубног рата између сепаратистичке војске робота и војске клонова у белим оклопима којима је суђено да постану војска Империје. Млада џедај ученица, Ашока, придрижује се Анакину и Оби-Вану у епској борби против Дарта Сидијуса, грофа Дукуа и генерала Гривијуса, који планирају да завладају галаксијом.

## Епизоде
| Сезона | Сезона | Број епизода | Приказивање у САД                         | Приказивање у Србији |
| ------ | ------ | ------------ | ----------------------------------------- | -------------------- |
|        | 1      | 22 (1—22)    | 3. октобар 2008 — 20. март 2009. ()       | 1. мај 2020. ()      |
|        | 2      | 22 (23—44)   | 2. октобар 2009 — 30. април 2010. ()      | 1. мај 2020. ()      |
|        | 3      | 22 (45—66)   | 17. септембар 2010 — 1. април 2011. ()    | 8. мај 2020. ()      |
|        | 4      | 22 (67—88)   | 16. септембар 2011 — 16. март 2012. ()    | 15. мај 2020. ()     |
|        | 5      | 20 (89—108)  | 29. септембар 2012 — 2. март 2013. ()     | 22. мај 2020. ()     |
|        | 6      | 13 (109—121) | 15. фебруар 2014 — 7. март 2014. ()       | ускоро ()            |
|        | 7      | 12 (122—133) | 21. фебруар 2020 — 4. мај 2020. (Disney+) | /                    |

## Улоге
| Лик               | Оригинални глас          | Српски глас         |
| ----------------- | ------------------------ | ------------------- |
| Анакин Скајвокер  | Мет Лантер               | Милош Ђуровић       |
| Оби-Ван Кеноби    | Џејмс Арнолд Тејлор      | Жарко Степанов      |
| Асока Тано        | Ешли Екштајн             | Данина Јефтић       |
| Клонски трупери   | Ди Бредли Бејкер         | Милан Тубић         |
| Борбени дроиди    | Метју Вуд                | Немања Живковић     |
| Падме Амидала     | Кетрин Тејбер            | Ђурђина Радић       |
| Јода              | Том Кејн                 | Ђорђе Марковић      |
| Канцелар Палпатин | Ијан Еберкромби Тим Кари | Драган Вујић        |
| Генерал Гривус    | Метју Вуд                | Драган Вујић        |
| Гроф Дуку         | Кори Бартон              | Душко Премовић      |
| Асаж Вентрес      | Ника Фјутерман           | Мариана Аранђеловић |